# Radișevo, Plevna
Radișevo (în bulgară Радишево) este un sat în comuna Plevna, regiunea Plevna,  Bulgaria. 

## Demografie
Componența etnică a satului Radișevo
     Bulgari (93,67%)
     Nicio identificare (6,32%)
     Altele (0%)
La recensământul din 2011, populația satului Radișevo era de 506 locuitori. Din punct de vedere etnic, majoritatea locuitorilor (93,67%) erau bulgari. Pentru 6,32% din locuitori nu este cunoscută apartenența etnică.